# The Independent (wieżowiec)
The Independent – mieszkalny drapacz chmur znajdujący się w śródmieściu Austin. Z 58 kondygnacjami i 211 metrami wysokości jest najwyższym budynkiem w mieście, przewyższając poprzedniego rekordzistę The Austonian o 3 metry. Ze względu na wygląd nazywany jest Jenga Tower i Tetris Building.